# Пион узколистный
Пион узколистный, или Пион тонколистный, или Пион воронец (лат. Paeonia tenuifolia), — вид многолетних цветковых растений рода Пион семейства Пионовые (Paeoniaceae).

## Распространение и экология
В природе ареал вида охватывает Балканский полуостров, юго-восточные районы Восточной Европы, Поволжье, Кавказ, Крым.
Произрастает в степи, на степных склонах и среди кустарников.

## Ботаническое описание
Корневища с продолговатыми шишками, сидящими на коротких ножках. Стебель простой, одноцветковый, реже двухцветковый, голый, высотой 10—50 см.
Листья дважды-трижды-тройчатые или тройчато-перистые, рассечённые на линейные или линейно-нитевидные, цельнокрайные доли, шириной 1—2 мм, свисающие и расходящиеся по краям.
Цветки крупные, диаметром до 8 см, ярко-красные или тёмно-пурпурные; лепестков восемь — десять, нити пурпурные, пыльники жёлтые.
Плоды из двух — трёх, реже четырёх — пяти прямых или слегка согнутых, отклонённых листовок. Семена удлинённо-округлые, буро-чёрные, блестящие.

## Химический состав
Корни содержат небольшое количество алкалоидов. Сапонинов не содержат. Семена содержат 27—28 % масла.

## Значение и применение
Корни съедобны, иногда их использовали для приготовления каши. Растение применялось в народной медицине.

## Таксономия
Paeonia tenuifolia L., Systema Naturae, Editio Decima 2: 1079. 1759.
Вид Пион узколистный входит в род Пион (Paeonia) монотипного семейства Пионовые (Paeoniaceae) порядка Пионоцветные (Peaneales).
|  |                                      |  |                                                              |                                                              |                               |  | ещё 12 семейств (согласно Системе APG III) |  |  |            |                      |
|  |                                      |  |                                                              |                                                              |                               |  |                                            |  |  |            |                      |
|  |                                      |  |                                                              | порядок Камнеломкоцветные                                    |                               |  |                                            |  |  |            | вид Пион узколистный |
|  |                                      |  |                                                              | порядок Камнеломкоцветные                                    |                               |  |                                            |  |  |            | вид Пион узколистный |
|  | отдел Цветковые, или Покрытосеменные |  |                                                              |                                                              | монотипное семейство Пионовые |  | род Пион                                   |  |  |            |                      |
|  | отдел Цветковые, или Покрытосеменные |  |                                                              |                                                              |                               |  | род Пион                                   |  |  |            |                      |
|  |                                      |  | ещё 44 порядка цветковых растений (согласно Системе APG III) | ещё 44 порядка цветковых растений (согласно Системе APG III) |                               |  |                                            |  |  | ещё 31 вид |                      |
|  |                                      |  |                                                              | ещё 44 порядка цветковых растений (согласно Системе APG III) |                               |  |                                            |  |  |            |                      |

### Представители
В рамках вида выделяют несколько подвидов:
- Paeonia tenuifolia subsp. biebersteiniana (Rupr.) Halda

- [syn.  Paeonia biebersteinia Rupr. — Пион Биберштейна]
- [syn.  Paeonia carthalinica Ketsk.]

- Paeonia tenuifolia subsp. tenuifolia

- [syn.  Paeonia lithophila Kotov]

### Синонимы
По данным The Plant List на 2013 год, в синонимику вида входят:
- Paeonia biebersteiniana Rupr.
- Paeonia carthalinica Ketsk.
- Paeonia hybrida Pall.
- Paeonia lithophila Kotov
- Paeonia multifida Gueldenst.

## Пион узколистный в геральдике и в филателии
Пион узколистный изображён на гербах ряда городов, районов и сельских поселений России.
- герб Вейделевского района, Белгородская область
- герб Каменского района, Воронежская область
- Почтовая марка, 2024 год